# 大森正司
大森 正司（おおもり まさし、1942年5月6日 - ）は、日本の食物科学者。大妻女子大学名誉教授。「お茶博士」と呼ばれる。
東京都生まれ（宮城県出身とする記述もある）。東京農業大学農芸化学科卒業、同大学大学院農学研究科農芸化学専攻博士課程修了。農学博士。当初は農薬の研究者だったが、小幡弥太郎の指導がきっかけとなり、お茶の研究を行うようになった。
1970年大妻女子大学家政学部専任講師、1976年助教授、1994年教授。2004－2008年家政学部長。2013年定年退職、名誉教授。NPO法人日本茶普及協会理事長、NPO法人日本食行動科学研究所理事、お茶料理研究会事務局長、大妻女子大学「お茶大学」校長、茶需要拡大技術確立推進協議会会長などを歴任した。2021年、瑞宝小綬章受章。

## 著書
- 『ギャバロン茶健康法 高血圧と二日酔いに特効』健友館 ヘルスブックス　1992
- 『実用紅茶健康法 成人病、ダイエット、ガン予防に効果的 おいしい飲み方からお菓子、料理のメニューも満載』三心堂出版社 1996
- 『実用緑茶健康法 飲んで食べてビタミンがたっぷりとれるお茶の効用 お菓子・料理のメニュー満載』三心堂出版社 1996
- 『お茶で若く美しくなる!』読売新聞社 1997
- 『緑茶・紅茶が命を守る! 1日お茶10杯超健康法』愛育社 おもいっきり健康チェック! 1997
- 『緑茶の驚くべき効用 飲んで食べて活かす』チクマ秀版社 1997
- 『毎日飲んで健康になる紅茶の驚くべき効用』チクマ秀版社 1998
- 『新・緑茶の驚くべき効用 毎日飲んで健康になる』チクマ秀版社 1999
- 『ごはんで健康になる本 お米マイスターが勧める』キクロス出版 2005
- 『日本茶インストラクターに学ぶお茶の本』キクロス出版 2005
- 『おいしい「お茶」の教科書 日本茶・中国茶・紅茶・健康茶・ハーブティー』PHP研究所 2010
- 『ごはんをまいにち食べて健康になる』キクロス出版 2016
- 『日本茶をまいにち飲んで健康になる』キクロス出版 2016

### 共編著
- 『食品化学』坂本清,田村太郎共著 朝倉書店 朝倉栄養学シリーズ 1977
- 『食品・栄養を中心とした生活のなかの有機化合物』共著 建帛社 1983
- 『フードマテリアルズ 新しい食品学各論』松本憲一,宮川金二郎,堀口恵子共著 化学同人 ヘルス・サイエンスシリーズ 1997
- 『フローチャートによる食品学総論実験』長谷川忠男監修 浅野勉,津久井亜紀夫共編 地人書館 1997
- 『食べるお茶が効く!』加藤みゆき,中村羊一郎共著 主婦と生活社 2004

### 監修
- 『緑茶まるごと健康法 おいしいお茶のいれ方、緑茶料理、緑茶の民間療法をぎっしり収録!』監修 マキノ出版 1997
- 『お茶漬け一杯の奥義』監修 お茶料理研究会編 創森社 1998
- 『飲むだけじゃもったいないお茶クッキング 食べて健康になる簡単レシピ』監修 お茶料理研究会編 窓社 シリーズ生活の知恵 2000
- 『お茶こんなに使える!(得)活用術』監修 知的生活研究所著 青春出版社 2002
- 『中国茶で高血圧が治った!』監修 宝島社新書 2002
- 『日本茶カテキンダイエット』監修 ぶんか社 2004
- 『お茶の大研究 おいしいいれ方から歴史まで』監修 PHP研究所 2005
- 『日本茶・紅茶・中国茶・健康茶 ワイド版』監修 日本文芸社 2006
- 『かつお節をまいにち使って元気になる』監修 キクロス出版 2016

## 論文
- <大森正司